# Biskupice u Luhačovic
Biskupice u Luhačovic – przystanek kolejowy w Biskupicach, w kraju zlińskim, w Czechach. Znajduje się na wysokości 235 m n.p.m.
Na przystanku istnieje możliwość zakupu biletów i rezerwacji miejsc. 

## Linie kolejowe
- 341 Staré Město u Uh.Hradiště - Vlárský průsmyk